# Barbara Leibssle-Balogh
Barbara Leibssle-Balogh (* 22. Oktober 1985 in Budapest als Barbara Balogh) ist eine ehemalige ungarische Handballspielerin.

## Karriere
Barbara Leibssle-Balogh spielte in Ungarn bei Vasas SC, Dunaferr SE und ab 2009 bei Ferencváros Budapest, mit dem sie 2011 den Europapokal der Pokalsieger gewann. Anschließend wechselte die 1,86 Meter große Kreisläuferin zum deutschen Zweitligisten TuS Metzingen, mit dem sie 2012 in die 1. Liga aufstieg. Nach der Saison 2014/15 legte Leibssle-Balogh eine Pause als Spielerin ein, blieb dem TuS Metzingen jedoch als Jugendtrainerin treu. Nachdem Leibssle-Balogh im Februar 2016 Mutter wurde, schloss sie sich im Februar 2017 dem Zweitligisten TG Nürtingen an. Zum Ende der Saison 2017/18 beendete sie schließlich ihre aktive Laufbahn als Handballspielerin.
Leibssle-Balogh gehörte zum Kader der ungarischen Nationalmannschaft, für die sie 17 Länderspiele bestritt, in denen sie 15 Tore erzielte, und mit der sie an der Europameisterschaft 2008 in Mazedonien teilnahm. Zudem gehörte sie der Beachhandball-Nationalmannschaft an und nahm mit dieser an den Europameisterschaften 2004 teil, wo Ungarn Siebte wurde. 2003 gewann sie mit Rosco 05 Budapest den ungarischen Meistertitel.